# Kar Arruken
Kar Arruken / Kar Arru-ken bzw. Arru (akkadisch Oaroar) war ein kleines Königreich im Altertum auf iranischem Gebiet, das in Grenznähe zu Medien zu einer assyrischen Festungsstadt ausgebaut wurde.
Oaroar war bereits zu Zeiten von Salmanassar III. und Adad-nīrārī III. tributpflichtig gegenüber Assyrien. Der ursprüngliche Name Oaroar wurde von Sargon II. nach Einverleibung als assyrische Provinz im Jahr 716 v. Chr. in Kar Arruken umbenannt. Zuvor hatte sich das kleine Königreich bei Regierungsantritt von Sargon II. mit Dalta von Ellipi verbündet. Das benachbarte Bit Barru und weitere kleine Gebiete wurden in die neue assyrische Provinz eingemeindet.
Sargon II. trieb den Ausbau von Kar Arruken als Festungsanlage voran, da von östlicher Seite die Gefahr der Meder größer wurde. Etwa zeitgleich erfolgte die Absetzung von Deiokes in Mannaä und unter Kyaxares I. die Gründung der medischen Konföderation.
In der Folgezeit berichtet Asarhaddon von zunehmenden Bedrohungen der östlichen Nachbarländer, ehe unter Assurbanipal die Kimmerer und Skythen nach Assyrien einfallen.